# ナイジェリア (軽巡洋艦)
|                         | |
| 艦歴                    | |
| 発注                    | 1937年12月20日 |
| 起工                    | 1938年2月8日 |
| 進水                    | 1939年7月18日 |
| 就役                    | 1940年9月23日 |
| 退役                    | |
| その後                  | 1957年8月29日にインドに売却 |
| 除籍                    | |
| 性能諸元                | |
| 排水量                  | 基準 8,530トン 満載 10,450トン                                                                                                 |
| 全長                    | 169.3 m (555.5 ft) |
| 全幅                    | 18.9 m (62 ft) |
| 吃水                    | 5.0 m (16.5 ft) |
| 機関                    | アドミラリティ式三胴型重油専焼水管缶 4基、パーソンズ式ギアード・タービン 4基、4軸推進、(72,500 shp)                            |
| 最大速力                | 33ノット |
| 航続距離                | 15ノットで7,400海里 |
| 乗員                    | 士官、兵員907名 |
| 兵装                    | 50口径6インチ3連装砲 4基 45口径4インチ連装砲 4基 20mm連装対空機関砲 6基 2ポンド4連装ポムポム砲 2基 21インチ3連装魚雷発射管 2基 |
| 搭載機 (1943年11月撤去) | スーパーマリン ウォーラス2機                                                                                                   |

ナイジェリア (HMS Nigeria, 60) はイギリス海軍の軽巡洋艦。フィジー級。

## 艦歴
1938年2月8日起工。1939年7月18日進水。1940年9月23日竣工。
1941年3月、ノルウェーのロフォーテン諸島襲撃（クレイモア作戦）に参加。同月、戦艦「ロドニー」、「キング・ジョージ5世」、「ネルソン」及び駆逐艦2隻と共に、ドイツの巡洋戦艦阻止を目的としてアイスランド沖で哨戒に当たった。6月28日、「ナイジェリア」は駆逐艦3隻と共にヤンマイエン島沖でドイツの気象観測船「ラウエンブルク (Lauenburg)」を攻撃した。7月31日、軽巡洋艦「オーロラ」、駆逐艦2隻と共にスピッツベルゲン島を偵察。8月後半から9月初めにかけてゴーントレット作戦に参加。この作戦はスピッツベルゲン島からノルウェー人とロシア人を脱出させ、そこの施設を破壊するのが目的であった。
9月7日、「ナイジェリア」と軽巡洋艦「オーロラ」はマーゲロイ島とノールキン岬の間で2隻の輸送船と護衛である砲術練習艦「ブレムゼ」などからなる船団を攻撃し、「ブレムゼ」を撃沈するが輸送船は取り逃がした。また、この戦闘中におそらく「ナイジェリア」は「ブレムゼ」と衝突している。
1942年前半は北極海での船団の支援に当たっていた。

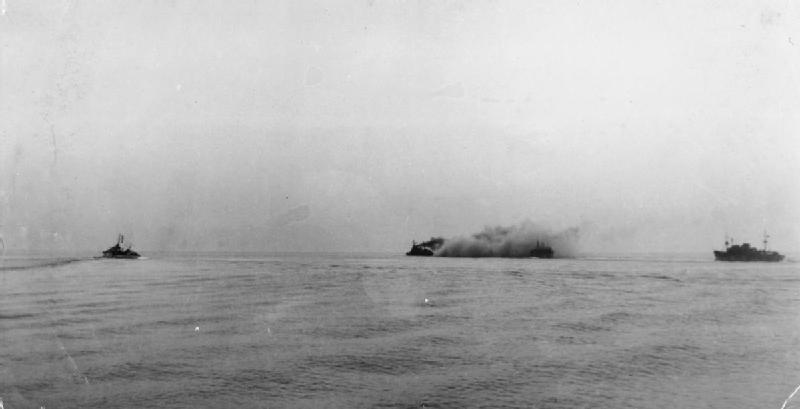
イタリア潜水艦からの雷撃を受けた「ナイジェリア」

1942年8月、ペデスタル作戦に参加。この作戦中の8月12日にイタリア潜水艦「アクスム」の攻撃で中破した。この修理はアメリカでおこなわれ、1943年6月まで要した。
1944年4月、インドネシアのサバンに対する空襲、コックピット作戦に参加。5月、スラバヤに対する空襲、トランサム作戦に参加。6月、ニコバル諸島に対する空襲、ペダル作戦に参加。
1945年1月、チェドバ島上陸作戦、サンキー作戦に参加。7月、ニコバル諸島周辺の掃海（コリー作戦）を支援。
1954年にインドへの売却が公表され、改修の後1957年8月29日にインド海軍に引き渡され「マイソール (Mysore)」と改名された。